# The Ant Bully (datorspel)
Ant Bully är ett datorspel baserat på den animerade filmen med samma namn (svensk titel Myrmobbaren). Det släpptes 2006 i samband med filmens biopremiär, och spelets handling följer filmen.